# 香港文娛活動
香港開埠初期的文娛活動不多，故當時香港政府於1866年成立了第一間文娛活動中心－即香港大會堂。當年的大會堂是主要是為國外及極少數本地商人而設，一般市民亦未能享用其設施。

## 香港文娛活動場地

### 消閒中心

#### 香港動植物公園
香港動植物公園，俗稱「兵頭花園」，於1871年開始啟用，亦為香港開埠第一個公園。在啟用初期只稱為香港植物公園，在第二次世界大戰後，公園才開始飼養小動物，到1975年才正式改名為香港動植物公園。在50年代，參觀者多為外籍人士，到現在成為了青年男女和長者的「聚腳地」。

### 遊樂場

#### 遊樂場地愉園及樟園
愉園為香港第一個具規模的遊樂場，原址於跑馬地黃泥涌道，現今養和醫院的位置。愉園是商人營造的人工園林，設有射擊場、鞦韆架，是一家大小消遣的地方。愉園由於環境優雅，因而與廣州的東園齊名。在愉園興起後不久，另一家遊樂場樟園亦在附近開業，其最大特色是在遊樂場內有飲宴供應，後繼亦有名園、利園等遊樂飲宴園林。可惜在1918年，跑馬地馬場大火後，兩家遊樂場因遊人減少而相繼結業。

#### 荔池夜花園
位於北角英皇道，戰後開始營業，設有舞池和泳池供遊人娛樂。在1951年曾舉辦了一次香港小姐選舉，冠軍名為李蘭，開始了香港美女選舉的先河。